# MOMENT (SPEEDのアルバム)
『MOMENT』（モーメント）は、SPEEDの初のベストアルバムである。パッケージには、「THE BEST ALBUM」とも記載されている。

## 解説
- デビューから2年半経って発売された初のベストアルバム。前作に引き続き初動ミリオン・ダブルミリオンを達成し、デビューから3作連続のミリオンセラーとなった。
- 後の解散前にリリースされた2枚のベスト盤『Dear Friends 1』『Dear Friends 2』とは異なり、バランスの取れた収録曲と謳われてる。その為か本作が入門編ベストとして紹介されている。
- 初回特典として「SPEED FLIP DANCING BOOK」が外付けで付属していた。パラパラ漫画のようにSPEEDメンバーが写っていて、めくると動いているように見えるミニ写真集である。「Body & Soul」「White Love」「my graduation」の3種のうち1つがランダムでアルミパッケージに密封されており、購入時には何が入っているか分からないようになっている。
- 累計出荷は304万枚[1]。オリコンでの売上は、累計231.9万枚とSPEEDのアルバムで史上最大のセールスを記録している。
- プラスチックケースを割ってしまうファンも多かった。

## 収録曲
| 全作詞・作曲: 伊秩弘将、全編曲: 水島康貴。 |                                    |          |            |      |
| #                                          | タイトル                           | 作詞     | 作曲・編曲 | 時間 |
| 1.                                         | 「White Love」                     | 伊秩弘将 | 伊秩弘将   | 5:37 |
| 2.                                         | 「ALL MY TRUE LOVE」               | 伊秩弘将 | 伊秩弘将   | 5:21 |
| 3.                                         | 「STEADY」                         | 伊秩弘将 | 伊秩弘将   | 5:19 |
| 4.                                         | 「Wake Me Up!」(growin' up! mix)   | 伊秩弘将 | 伊秩弘将   | 5:06 |
| 5.                                         | 「ALIVE」                          | 伊秩弘将 | 伊秩弘将   | 5:07 |
| 6.                                         | 「Body & Soul」                    | 伊秩弘将 | 伊秩弘将   | 5:04 |
| 7.                                         | 「ナマイキ」(愛♡♡♡Version)         | 伊秩弘将 | 伊秩弘将   | 4:06 |
| 8.                                         | 「Go! Go! Heaven」                 | 伊秩弘将 | 伊秩弘将   | 5:13 |
| 9.                                         | 「熱帯夜」                         | 伊秩弘将 | 伊秩弘将   | 3:04 |
| 10.                                        | 「Luv Vibration」                  | 伊秩弘将 | 伊秩弘将   | 4:17 |
| 11.                                        | 「my graduation」                  | 伊秩弘将 | 伊秩弘将   | 5:43 |
| 12.                                        | 「White Love」(Christmas Standard) | 伊秩弘将 | 伊秩弘将   | 6:01 |
| 合計時間:                                  | 合計時間:                          | 59:58    |            |      |

### 楽曲解説
1. White Love
5thシングル。SPEED最大のヒット曲。
2. ALL MY TRUE LOVE
8thシングル、アルバム初収録。最後のオリコンシングルチャート1位獲得作品である。
3. STEADY
2ndシングル。
4. Wake Me Up! (growin' up! mix)
4thシングル。音源はシングルヴァージョンで、2ndアルバム『RISE』収録のフェードアウトせずカットアウトで終わるヴァージョンで収録。
5. ALIVE
7thシングル、アルバム初収録。
6. Body & Soul
1stシングル。
7. ナマイキ (愛♡♡♡Version)
5thシングル「White Love」のカップリング曲。本作は、最初のイントロが16秒間省略され、2番終了後の間奏後のCサビ部分に入る直前に歌詞が追加された再録ヴァージョンで収録。
8. Go! Go! Heaven
3rdシングル、シングルヴァージョンはアルバム初収録。
9. 熱帯夜
4thシングル「Wake Me Up!」のカップリング曲。
10. Luv Vibration
1stアルバム「Starting Over」収録曲。
11. my graduation
6thシングル。表記されていないが、2ndアルバム『RISE』収録のアルバムヴァージョンで収録。
12. White Love (Christmas Standard)
5thシングルのオーケストラアレンジがされたバージョン。ミュージックステーションスーパーライブでも披露された。
  - シークレット・トラックとして同上のインストルメンタル音源が収録されている。公式サイトのトラックリストやパッケージには前述の通り12曲までと記載されているが、実際は13曲入りとなっている。